# Mercedes-Benz Integro
De Integro is een bustype van Mercedes-Benz dat vooral wordt ingezet als streekbus voor de langere afstanden en is grotendeels identiek aan de bussen van Setra (waaronder de Setra S 315 UL). Een soortgelijke versie van de Integro wordt sinds 2007 in Turkije geproduceerd onder de naam Mercedes-Benz Intouro.

## Specificaties

### Integro (12m)
- Lengte: 12.000 mm
- Hoogte: 3285 mm
- Aantal stoelen: dit kan variëren van 49 tot 53
- Motor: 185, 220 of 260 kW.

### Integro M
- Lengte: 12.870 mm
- Hoogte: 3285 mm
- Aantal stoelen: dit kan variëren van 48 tot 53
- Motor: 185, 220 of 260 kW.

### Integro L
- Lengte: 14.950 mm
- Hoogte: dit kan variëren van 3.140 tot 3.345 mm
- Aantal stoelen: tot maximaal 69
- Motor: 185, 220 of 260 kW.

### Inzet in Nederland
De bussen van het type Integro worden in Nederland op vrij grote schaal ingezet. Voor het vervoer van rolstoelen werden bij Arriva en Qbuzz rolstoelliften van het type Baun UVL ingebouwd. Naast een groot aantal touringcarbedrijven dat deze bussen in dienst heeft zoals de OAD, hebben ook een aantal streekvervoerbedrijven deze bussen in gebruik:
| Bedrijf                  | Aantal | Series         | Status                  | Inzet                                                     | Opmerkingen | Afbeelding |
| ------------------------ | ------ | -------------- | ----------------------- | --------------------------------------------------------- | --- | ---------- |
| AMZ                      | 1      | 61             | Uit dienst              | Zeeland                                                   | Rijdt tegenwoordig (2016) bij Hanneman Toerist |            |
| AMZ                      | 1      | 365            | Uit dienst              | Zeeland                                                   | |            |
| AMZ                      | 1      | 376            | Uit dienst              | Zeeland                                                   | ex Maaskant 6 |            |
| AMZ                      | 2      | 422-423        | Uit dienst              | Zeeland                                                   | Ex Van Oeveren 61 en 65 |            |
| Arriva                   | 12     | 5810-5821(2)   | Uit dienst              | Aggloliner/Qliner                                         | Bussen zijn eind 2009 uit dienst gegaan. De 5810 en 5817 werden tot 2014 nog in Nederland bij Arriva Touring gebruikt. |            |
| Arriva                   | 28     | 6131-6158      | Geëxporteerd/uit dienst | DAV-gebied                                                | De 6138 is geëxporteerd. De 6141 - 6156 reden tot mei 2014 in het DAV gebied. |            |
| Arriva                   | 23     | 7151-7174      | Deels in dienst         |                                                           | De 7154 is op 9 oktober 2007 uitgebrand. De 7158 reed tot mei 2013 op de Qliners in de concessie DAV-gebied. De 7164 rijdt op Terschelling. De status van de overige bussen is onbekend. De 7152, 7153, 7155-7157, 7167-7174 zijn naar Arriva Touring gegaan.                                                                                     |            |
| Arriva Touring           | 1      | 5817           | Uit dienst              |                                                           | Ex Arriva. |            |
| Arriva Touring           | 1      | 7155           | In dienst               | HOV Groningen-Drenthe                                     | |            |

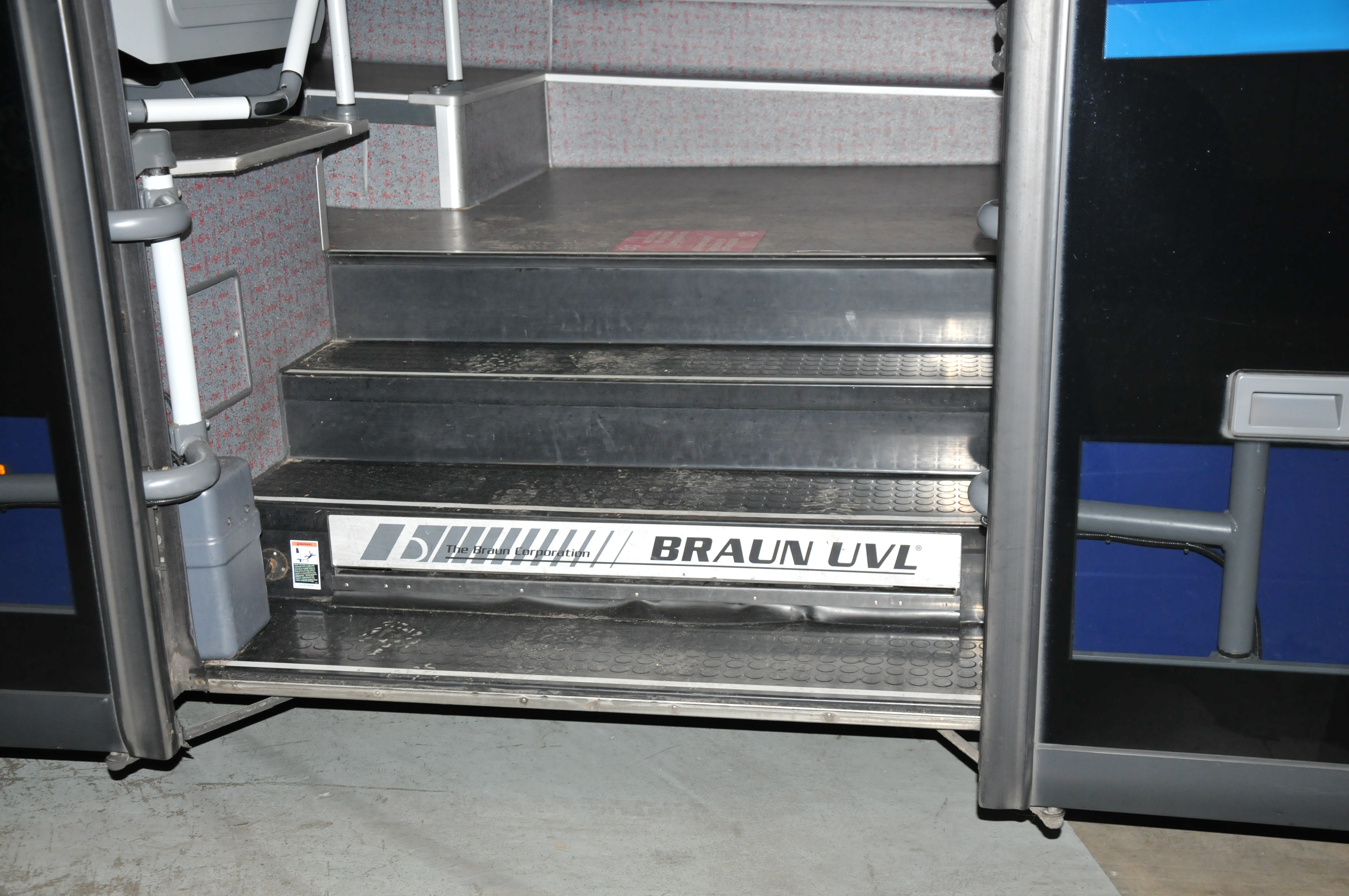
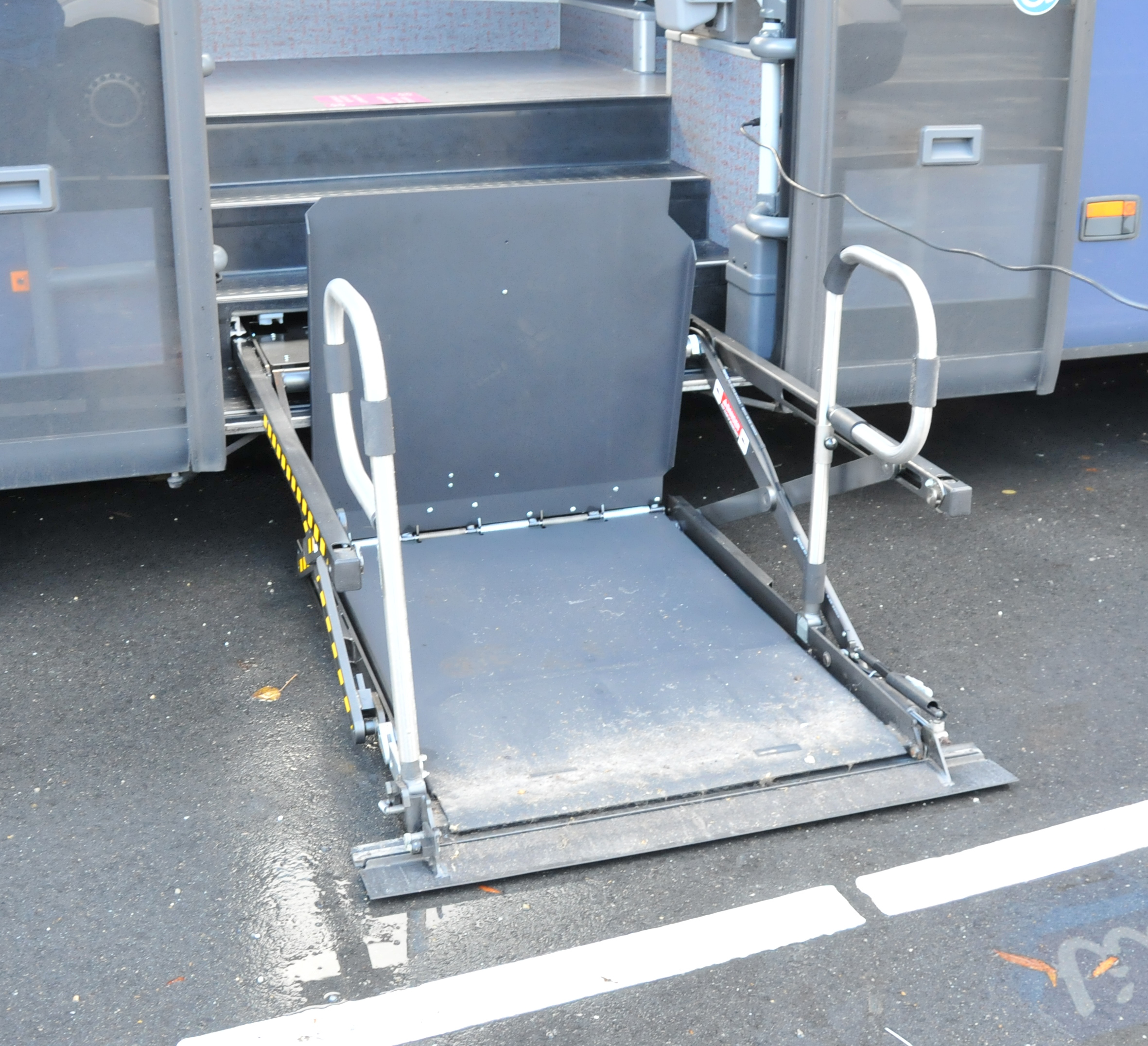
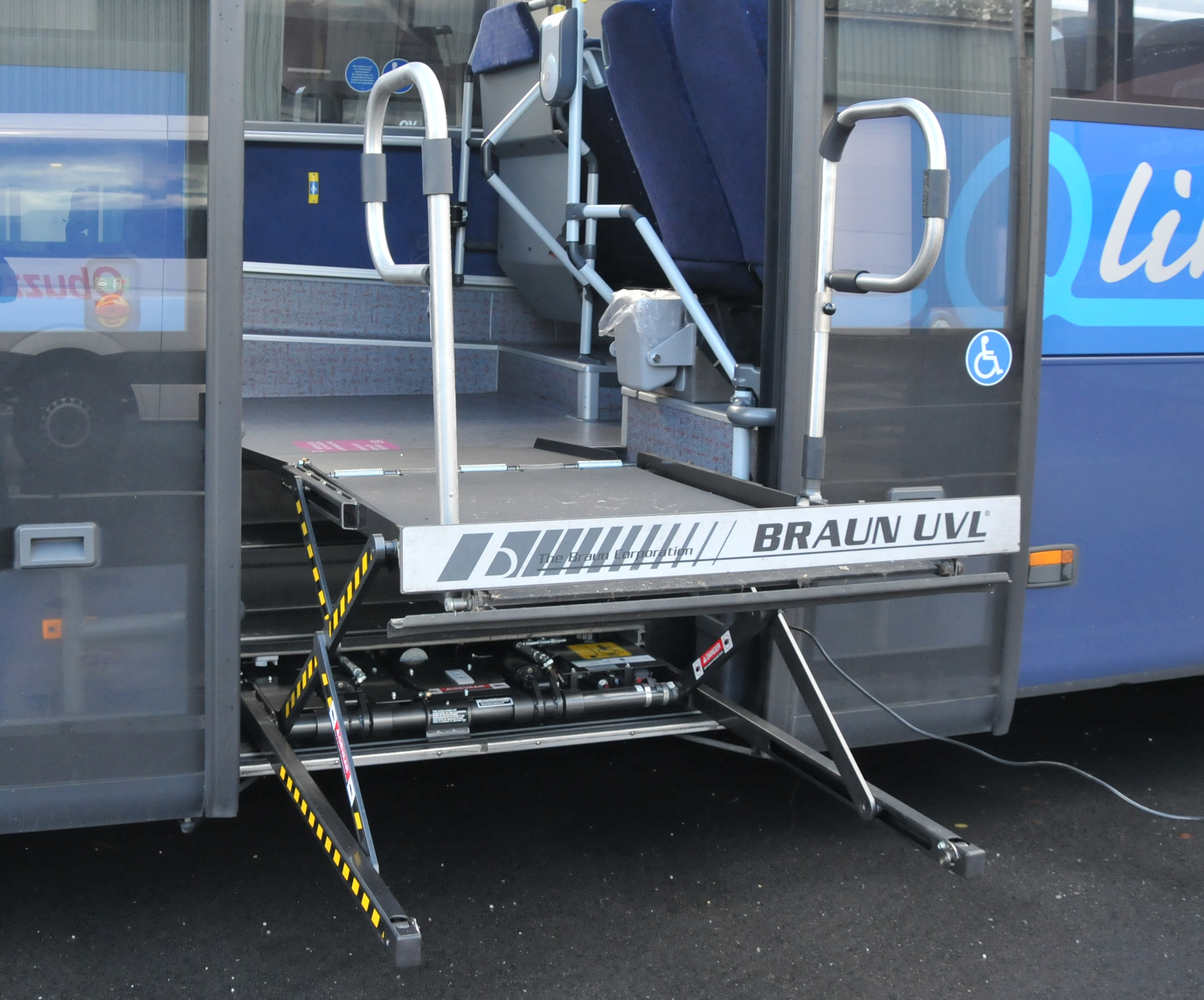

| Arriva Touring           | 8      | 7167-7174      | Deels in dienst         | Friesland                                                 | De 7168, 7170, 7171 en 7174 reden voor de concessie HOV Groningen-Drenthe. De 7169, 7172 en 7173 reden in opdracht van NS op treinvervangend vervoer en in opdracht van Arriva versterkingsritten voor de concessie Achterhoek-Rivierenland. De 7167 rijdt momenteel op de Qliners voor concessie Noord- en Zuidwest Fryslân en Zuidoost-Fryslân. |            |
| Arriva Touring           | 4      | 7181-7184      | Deels in dienst         | HOV Groningen-Drenthe, Fryslân                            | |            |
| Arriva Touring           | 5      | 7191-7195(3)   | Deels in dienst         | HOV Groningen-Drenthe, Fryslân                            | |            |
| BAB-VIOS                 | 2      | 114-115        | Uit dienst              |                                                           | |            |
| BAB-VIOS                 | 1      | 117            | Uit dienst              |                                                           | |            |
| BAB-VIOS                 | 1      | 122            | Uit dienst              |                                                           | |            |
| BAB-VIOS                 | 1      | 125            | Uit dienst              |                                                           | |            |
| BAB-VIOS                 | 1      | 129            | Uit dienst              |                                                           | Voorheen Drenthe Tours 64, daarvoor BAB-VIOS 114 |            |
| BAB-VIOS                 | 1      | 130            | Uit dienst              |                                                           | Ex Connexxion 2929 |            |
| BAB-VIOS                 | 1      | 131            | Uit dienst              |                                                           | Ex Connexxion 2941 |            |
| BBA                      | 32     | 731-763        | Uit dienst              |                                                           | |            |
| Bergerhof Tours          | 1      | 170            | Uit dienst              |                                                           | Ex Connexxion 2930 |            |
| Besseling Travel         | 1      | 2105           | Naar BusiNext           | IJssel-Vecht                                              | Ex Qbuzz 3650 |            |
| Betuwe Express           | 1      | 801            | Uit dienst              |                                                           | Gehuurd van TCR |            |
| Betuwe Express           | 3      | 804-806        | Uit dienst              |                                                           | Ex Qbuzz 3605, 3626 en 3602. De 805 rijdt bij De Jong Tours. |            |
| Betuwe Express           | 1      | 4297           | Uit dienst              | Treinvervangend vervoer                                   | Heeft tot 2016 in de provincie Utrecht gereden. |            |
| Beuk                     | 3      | 275-277        | Uit dienst              |                                                           | |            |
| Beuk                     | 1      | 318            | Uit dienst              | Schiphol                                                  | |            |
| Brookhuis                | 1      | 59             | In dienst               | Treinvervangend vervoer                                   | |            |
| BusiNext                 | 2      | 65-66          | Uit dienst              | Oost-Brabant, West-Brabant                                | Ex-TCR |            |
| BusiNext                 | 1      | 71             | Uit dienst              | Oost-Brabant, West-Brabant                                | Ex-TCR |            |
| BusiNext                 | 6      | 73-78          | Uit dienst              | Oost-Brabant, West-Brabant                                | Ex-TCR |            |
| BusiNext                 | 1      | 96             | In dienst               | West-Brabant                                              | Ex-TCR |            |
| BusiNext                 | 1      | 460            | In dienst               | West-Brabant                                              | Voorheen TCR. daarvoor GVB 2016 |            |
| BusiNext                 | 10     | 763-772        | In dienst               | West-Brabant                                              | Ex-Zweden |            |
| BusiNext                 | 4      | 796-799        | In dienst               | Limburg                                                   | Ex-Bergkvarabuss |            |
| BusiNext                 | 1      | 809            | In dienst               | Limburg                                                   | Ex-Besseling 2105 |            |
| Carpatas Tours           | 1      | 07             | In dienst               | Treinvervangend vervoer                                   | Import |            |
| Connexxion               | 15     | 2887-2902      | Uit dienst              |                                                           | |            |
| Connexxion               | 52     | 2903-2955      | Uit dienst              |                                                           | |            |
| Connexxion               | 17     | 4280-4297      | Uit dienst              |                                                           | Deze bussen zijn geen eigendom van Connexxion maar van Betuwe Express, Pouw en Kassing. |            |
| Connexxion Tours         | 1      | 484            | Uit dienst              |                                                           | Ex Connexxion 2783. |            |
| Connexxion Tours         | 1      | 2720           | Uit dienst              |                                                           | Reden op buslijnen in de concessie Provincie Utrecht en op treinvervangend vervoer in opdracht van de NS. |            |
| Connexxion Tours         | 1      | 2722           | Uit dienst              |                                                           | Reden op buslijnen in de concessie Provincie Utrecht en op treinvervangend vervoer in opdracht van de NS. |            |
| Connexxion Tours         | 1      | 2775           | Uit dienst              |                                                           | Reden op buslijnen in de concessie Provincie Utrecht en op treinvervangend vervoer in opdracht van de NS. |            |
| Connexxion Tours         | 5      | 2903-2907      | Uit dienst              |                                                           | Reden op buslijnen in de concessie Provincie Utrecht maar rijden nog wel op treinvervangend vervoer in opdracht van de NS. Alleen de 2906 is nog in dienst. |            |
| Connexxion Tours         | 4      | 2909-2912      | Uit dienst              |                                                           | Reden op buslijnen in de concessie Provincie Utrecht bus maar rijdt nog wel op treinvervangend vervoer in opdracht van de NS. |            |
| Connexxion Tours         | 1      | 2914           | Uit dienst              |                                                           | Reden op buslijnen in de concessie Provincie Utrecht bus maar rijdt nog wel op treinvervangend vervoer in opdracht van de NS. |            |
| Connexxion Tours         | 6      | 2916-2921      | Uit dienst              |                                                           | Reden op buslijnen in de concessie Provincie Utrecht bus maar rijdt nog wel op treinvervangend vervoer in opdracht van de NS. |            |
| Connexxion Tours         | 3      | 2925-2927      | Uit dienst              |                                                           | Reden op buslijnen in de concessie Provincie Utrecht bus maar rijdt nog wel op treinvervangend vervoer in opdracht van de NS. |            |
| Connexxion Tours         | 2      | 2933-2934      | Uit dienst              |                                                           | Reden op buslijnen in de concessie Provincie Utrecht bus maar rijdt nog wel op treinvervangend vervoer in opdracht van de NS. |            |
| Connexxion Tours         | 3      | 2936-2938      | Uit dienst              |                                                           | Reden op buslijnen in de concessie Provincie Utrecht bus maar rijdt nog wel op treinvervangend vervoer in opdracht van de NS. |            |
| Connexxion Tours         | 1      | 2940           | Uit dienst              |                                                           | Reden op buslijnen in de concessie Provincie Utrecht bus maar rijdt nog wel op treinvervangend vervoer in opdracht van de NS. |            |
| Connexxion Tours         | 1      | 2942           | Uit dienst              |                                                           | Reden op buslijnen in de concessie Provincie Utrecht bus maar rijdt nog wel op treinvervangend vervoer in opdracht van de NS. |            |
| Connexxion Tours         | 1      | 2944           | Uit dienst              |                                                           | Reden op buslijnen in de concessie Provincie Utrecht bus maar rijdt nog wel op treinvervangend vervoer in opdracht van de NS. |            |
| Connexxion Tours         | 1      | 2946           | Uit dienst              |                                                           | Reden op buslijnen in de concessie Provincie Utrecht bus maar rijdt nog wel op treinvervangend vervoer in opdracht van de NS. |            |
| Connexxion Tours         | 1      | 2949           | Uit dienst              |                                                           | Reden op buslijnen in de concessie Provincie Utrecht bus maar rijdt nog wel op treinvervangend vervoer in opdracht van de NS. |            |
| Connexxion Tours         | 1      | 2951           | Uit dienst              |                                                           | Reden op buslijnen in de concessie Provincie Utrecht bus maar rijdt nog wel op treinvervangend vervoer in opdracht van de NS. |            |
| Connexxion Tours         | 1      | 2953-2954      | Uit dienst              |                                                           | Reden op buslijnen in de concessie Provincie Utrecht bus maar rijdt nog wel op treinvervangend vervoer in opdracht van de NS. |            |
| Connexxion Taxi Services | 1      | 2706           | Uit dienst              |                                                           | |            |
| Connexxion Taxi Services | 1      | 2743           | Uit dienst              |                                                           | |            |
| Connexxion Taxi Services | 1      | 2750           | Uit dienst              |                                                           | |            |
| Connexxion Taxi Services | 1      | 2894           | Uit dienst              |                                                           | |            |
| Dalstra Reizen           | 1      | 93             | In dienst               | Treinvervangend vervoer                                   | |            |
| De Scheldestroom         | 1      | BJ-TF-36       | Uit dienst              |                                                           | Ex Veolia 733 |            |
| Drenthe Tours            | 1      | 58             | Uit dienst              | GD, GGD                                                   | Rijdt versterkingsritten in opdracht van Qbuzz in de concessie GD. |            |
| Drenthe Tours            | 1      | 64             | Uit dienst              | GD                                                        | Rijdt versterkingsritten in opdracht van Qbuzz in de concessie GD. |            |
| Dutax Reizen             | 2      | 122-123        | Uit dienst              |                                                           | Ex-BBA 735, 738 |            |
| Edad                     | 1      | 51             | In dienst               | Treinvervangend vervoer                                   | |            |
| Eventliner               | 2      | 2-3            | In dienst               | Treinvervangend vervoer                                   | BP-NT-57 is de ex-Arriva 7168. De BX-ZD-91 is de ex-Kwibus 19. |            |
| Eventliner               | 1      | 22             | In dienst               | Fryslân                                                   | Ex-Qbuzz 3657 |            |
| Eventliner               | 2      | 41-42          | In dienst               | Fryslân                                                   | Ex-Qbuzz 3661, 3664 |            |
| Fassbender               | 1      | 77             | Uit dienst              |                                                           | Ex-BBA 734 |            |
| Gelderesch Reizen        | 1      | 71             | Uit dienst              |                                                           | |            |
| GVB Tours & Travel       | 1      | 2016           | Uit dienst              |                                                           | Naar TCR |            |
| GVB Tours & Travel       | 1      | 2017           | Uit dienst              |                                                           | |            |
| GVB Tours & Travel       | 1      | 2023           | Uit dienst              |                                                           | |            |
| GVB Tours & Travel       | 1      | 2024           | Uit dienst              |                                                           | |            |
| GVU                      | 1      | 2722           | Uit dienst              |                                                           | Ex Connexxion 2722. Deze bus is naar Van Zanten gegaan. |            |
| GVU                      | 1      | 2940           | Uit dienst              |                                                           | Was gehuurd van Connexxion |            |
| Hebben Tours             | 1      | BL-XD-83       | Deels in dienst         |                                                           | Ex-Connexxion |            |
| Hebben Tours             | 1      | BL-XD-85       | Deels in dienst         |                                                           | Ex-Connexxion |            |
| Hebben Tours             | 1      | BL-XV-71       | Deels in dienst         |                                                           | Ex-Connexxion |            |
| Hebben Tours             | 1      | BT-HR-35       | Buiten dienst           |                                                           | |            |
| Hebben Tours             | 1      | BT-XX-85       | Buiten dienst           |                                                           | Ex-OAD 353 |            |
| Hebben Tours             | 1      | BT-XX-86       | Buiten dienst           |                                                           | Ex-OAD 354 |            |
| Hetebrij                 | 1      | BJ-SL-36       | Uit dienst              |                                                           | Ex-Connexxion 2722 |            |
| Hofstad Tours            | 1      | 42             | Uit dienst              | Bollenstreek                                              | |            |
| Hofstad Tours            | 2      | 44-45          | Uit dienst              | Haaglanden Streek                                         | |            |
| Jan de Wit               | 1      | BG-TP-14       | Uit dienst              |                                                           | Ex AMZ 376 |            |
| Juijn                    | 1      | 105            | Uit dienst              | Rivierenland                                              | |            |
| Kassing Tours            | 2      | 46-47          | Deels in dienst         | Provincie Utrecht, treinvervangend vervoer                | Reden voor Connexxion op buslijnen in de concessie Provincie Utrecht en rijden op treinvervangend vervoer in opdracht van de NS. |            |
| Van Kooten Reizen        | 1      | 65             | In dienst               | IJssel-Vecht                                              | Ex Zweden |            |
| Krol Reizen              | 1      | BV-LX-29       | In dienst               | Achterhoek-Rivierenland                                   | Ex-Van Zanten |            |
| Kwibus                   | 4      | 16-19          | Uit dienst              |                                                           | Ex Connexxion 2935, 2947, 2955. De 17 is naar Milot gegaan. |            |
| Kwibus                   | 4      | 21-24          | In dienst               |                                                           | Ex-TCR 80, 81, 83, 84. |            |
| Limex                    | 3      | 927-929        | Uit dienst              | Zuid-Limburg                                              | Kwamen in dienst voor de Limex Comfort Liner-diensten. Reden tot 2007 bij Veolia in Noord-Brabant tot daar nieuw materieel in dienst kwam. |            |
| Luttikhuis               | 1      | 336            | Uit dienst              |                                                           | Ex-Connexxion 2898 |            |
| Next                     | 5      | 92-96          | Deels in dienst         | Zeeland                                                   | Ex TCR |            |
| NoordNed                 | 1      | 6939           | Uit dienst              |                                                           | |            |
| OAD                      | 1      | 350            | Uit dienst              |                                                           | ex Jan Hol 17 |            |
| Van Oeveren              | 1      | 61             | Uit dienst              | Zeeland                                                   | Rijdt tegenwoordig (2016) bij Hanneman-De Toerist |            |
| Van Oeveren              | 1      | 73             | Uit dienst              | Zeeland                                                   | |            |
| Van Oeveren              | 3      | 75-77(2)       | In dienst               | Zeeland                                                   | |            |
| Van Oeveren              | 1      | 82             | Uit dienst              | Zeeland                                                   | |            |
| Van Oeveren              | 5      | 95-99          | In dienst               | Zeeland                                                   | |            |
| Van Oeveren              | 1      | 102            | In dienst               | Zeeland                                                   | Ex-Qbuzz 3631. |            |
| Pasteur                  | 1      | BN-PL-83       | Uit dienst              |                                                           | |            |
| Peereboom                | 1      | 50             | Uit dienst              | Noord-Holland Noord                                       | Reed in opdracht van Connexxion in de concessie Noord-Holland Noord. |            |
| Pouw Vervoer             | 4      | 104-107        | Uit dienst              | Provincie Utrecht, treinvervangend vervoer                | Reden op buslijnen in de concessie Provincie Utrecht en op treinvervangend vervoer in opdracht van de NS. |            |
| Pouw Vervoer             | 11     | 201-211        | Deels in dienst         | Provincie Utrecht, treinvervangend vervoer                | Reden op buslijnen in de concessie Provincie Utrecht en op treinvervangend vervoer in opdracht van de NS. |            |
| Pouw Vervoer             | 4      | 2106-2109      | In dienst               | Treinvervangend vervoer                                   | Ex Qbuzz 3653, 3665, 3671, 3674 |            |
| Qbuzz                    | 41     | 3600-3640(4)   | Uit dienst              | Groningen-Drenthe                                         | De 3601, 3603, 3604, 3608-3625 en 3627-3630 zijn in 2014 geëxporteerd. De 3631 rijdt bij Van Oeveren in Zeeland. De 3602, 3605 en 3626 reden bij Betuwe Express. |            |
| Qbuzz                    | 26     | 3650-3675(2-4) | Deels in dienst         | Groningen-Drenthe, Drechtsteden, Molenlanden en Gorinchem | |            |
| RHT Tours                | 1      | BJ-TF-37       |                         |                                                           | Ex-BBA 732 |            |
| Ringelberg               | 1      | 157            | Uit dienst              |                                                           | Ex-Connexxion 2929 |            |
| Smit Reizen              | 1      | 10             | Uit dienst              |                                                           | Deze bus is naar Stichting Soma College gegaan |            |
| Smit Reizen              | 1      | 720            | Uit dienst              | IJsselmond                                                | |            |
| Snelle Vliet             | 1      | 291            | Uit dienst              |                                                           | |            |
| South West Tours         | 2      | 40, 41         | Uit dienst              | Treinvervangend vervoer                                   | De 40 is de voormalige van Oeveren 64. De 41 was de Van Oeveren 66. |            |
| South West Tours         | 1      | 49             | Uit dienst              | Treinvervangend vervoer                                   | Ex BBA/Veolia 736 |            |
| South West Tours         | 1      | 50             | Uit dienst              | Treinvervangend vervoer                                   | Ex AMZ 376 |            |
| Stichting Soma College   | 1      | BL-FN-89       | In dienst               |                                                           | Ex Smit Reizen 10 |            |
| TCA Tours                | 1      | 305            | Uit dienst              |                                                           | Ex Connexxion 2895 |            |
| TCR                      | 20     | 64-84          | Naar BusiNext           | Oost-Brabant, West-Brabant, GGD                           | De 78-84 hebben ritten voor Arriva gereden. De 64-67, 74 en 77 rijden versterkingsritten in de concessie West-Brabant. De 80 en 82-84 rijden bij Kwibus. De 78 rijdt in Brabant en op treinvervangend vervoer. |            |
| TCR                      | 5      | 92-96          | Naar Next               | Zeeland                                                   | De 96 reed in de kleuren van Van Fraassen. |            |
| TCR                      | 1      | 450            | Uit dienst              | HWGO, Brabant                                             | Rijden in de kleuren van Van Fraassen. |            |
| TCR                      | 1      | 452            | Uit dienst              | HWGO, Brabant                                             | Rijden in de kleuren van Van Fraassen. |            |
| Ter Doest                | 1      | 21             | Uit dienst              |                                                           | Ex Boerhof Reizen 72 |            |
| Ter Doest                | 1      | 22             | In dienst               |                                                           | |            |
| Thijssen Tours           | 4      | 316-319        | Uit dienst              |                                                           | Ex Veolia 736, 734, 732, 731. Deze bussen zijn respectievelijk naar South West Tours, Faasbender, RHT Tours en Horn Tours gegaan. |            |
| Van der Wou              | 2      | 810-811        | Uit dienst              | Brabant                                                   | Ex TCR 64-65 |            |
| VDM Tours                | 1      | 5              | Uit dienst              |                                                           | Ex Connexxion 2723 |            |
| Veolia Transport         | 33     | 731-763        | Afgevoerd               |                                                           | |            |
| Veolia Transport         | 3      | 9927-9929      | Uit dienst              | Zuid-Limburg                                              | Reden tot 2006 bij Limex de Limex Comfort Liner-diensten. Reden tot 2007 in Noord-Brabant tot daar nieuw materieel in dienst kwam. |            |
| VTS Tours                | 2      | BJ-SL-34       | Uit dienst              | Veluwe                                                    | Ex Connexxion 2720 |            |
| VTS Tours                | 2      | BJ-ST-05       | Uit dienst              | Veluwe                                                    | Ex Connexxion 2743 |            |
| Van der Wou              | 2      | 810-811        | Uit dienst              | Brabant                                                   | Ex-TCR 64, 65 |            |
| Van Zanten               | 1      | BJ-SL-36       | Uit dienst              |                                                           | Voorheen GVU 2722, daarvoor Connexxion 2722. Deze bus is naar Krol Reizen gegaan |            |

1 = Arriva en Qbuzz (12 meter, 80 km/h of 100 km/h)

2 = Arriva en Qbuzz (15 meter, 80 km/h) 

3 = Van Oeveren 75-77 zijn ingericht als Interliner 

4 = Voorzien van een rolstoellift van het type Baun UVL 

5 = Op maandag 10 augustus 2009 komt op de Volmerlaan ter hoogte van de kruising met de Verrijn Stuartlaan een Interliner (2954) van Connexxion in botsing met de HTM tram 3029, rijdend richting Wateringen. Bij deze botsing valt een aantal gewonden. Lijn 17 wordt een aantal uren via de route van lijn 16 omgeleid en op het tramloze gedeelte zijn pendelbussen (o.a. 126 en 312) ingezet.

## Galerij

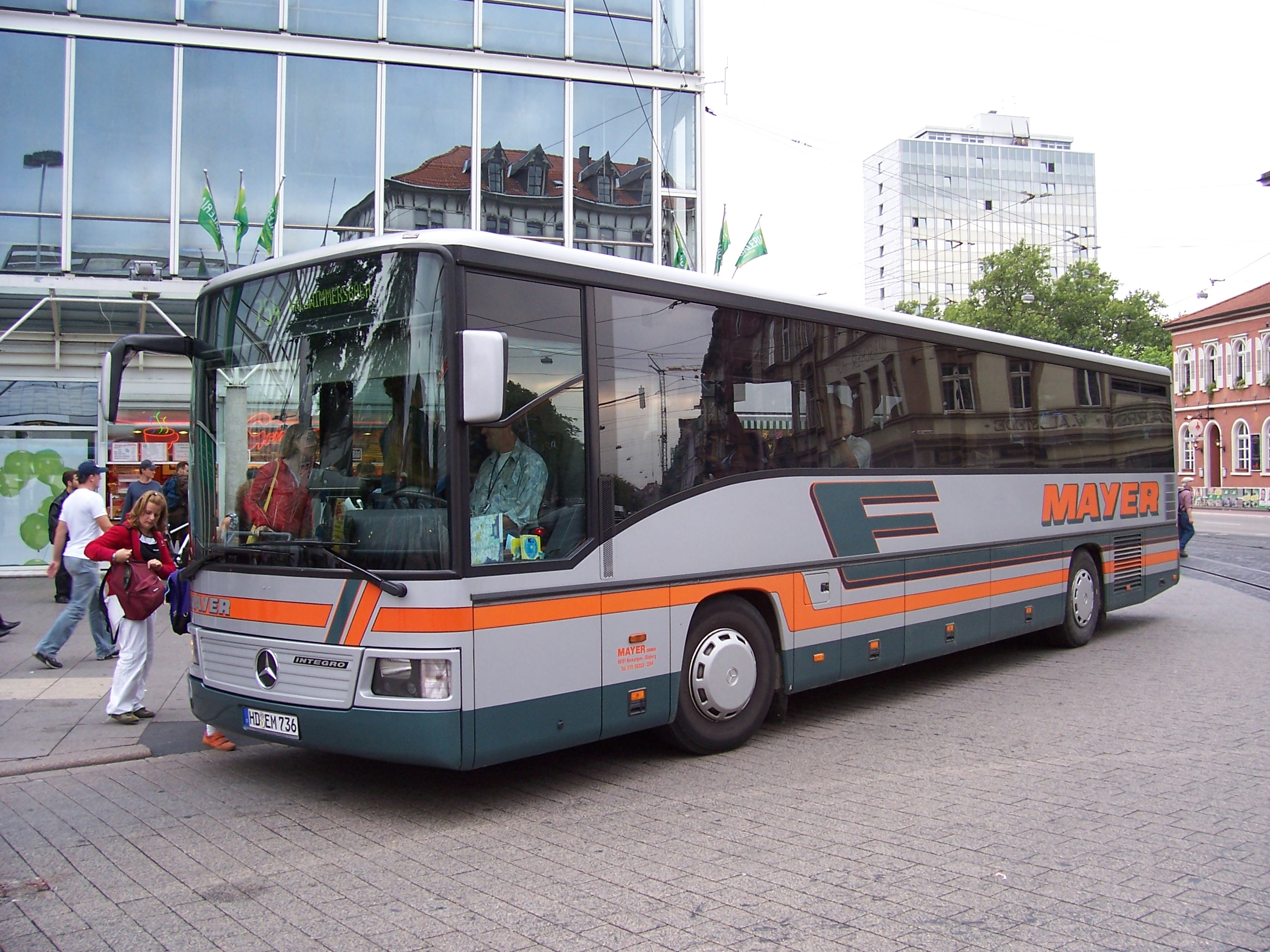
Integro in Heidelberg, Duitsland
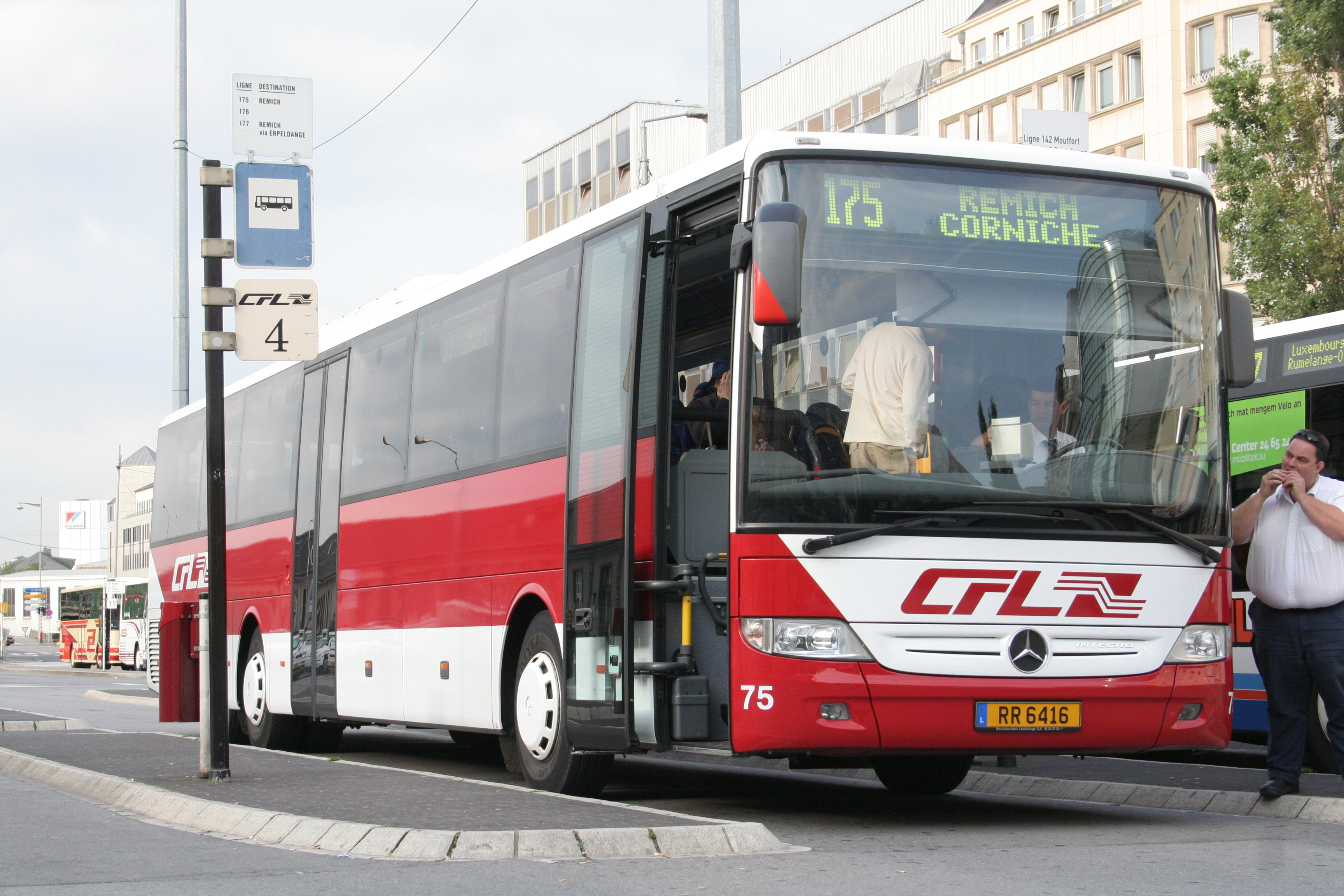
Integro met vernieuwd front in Luxemburg
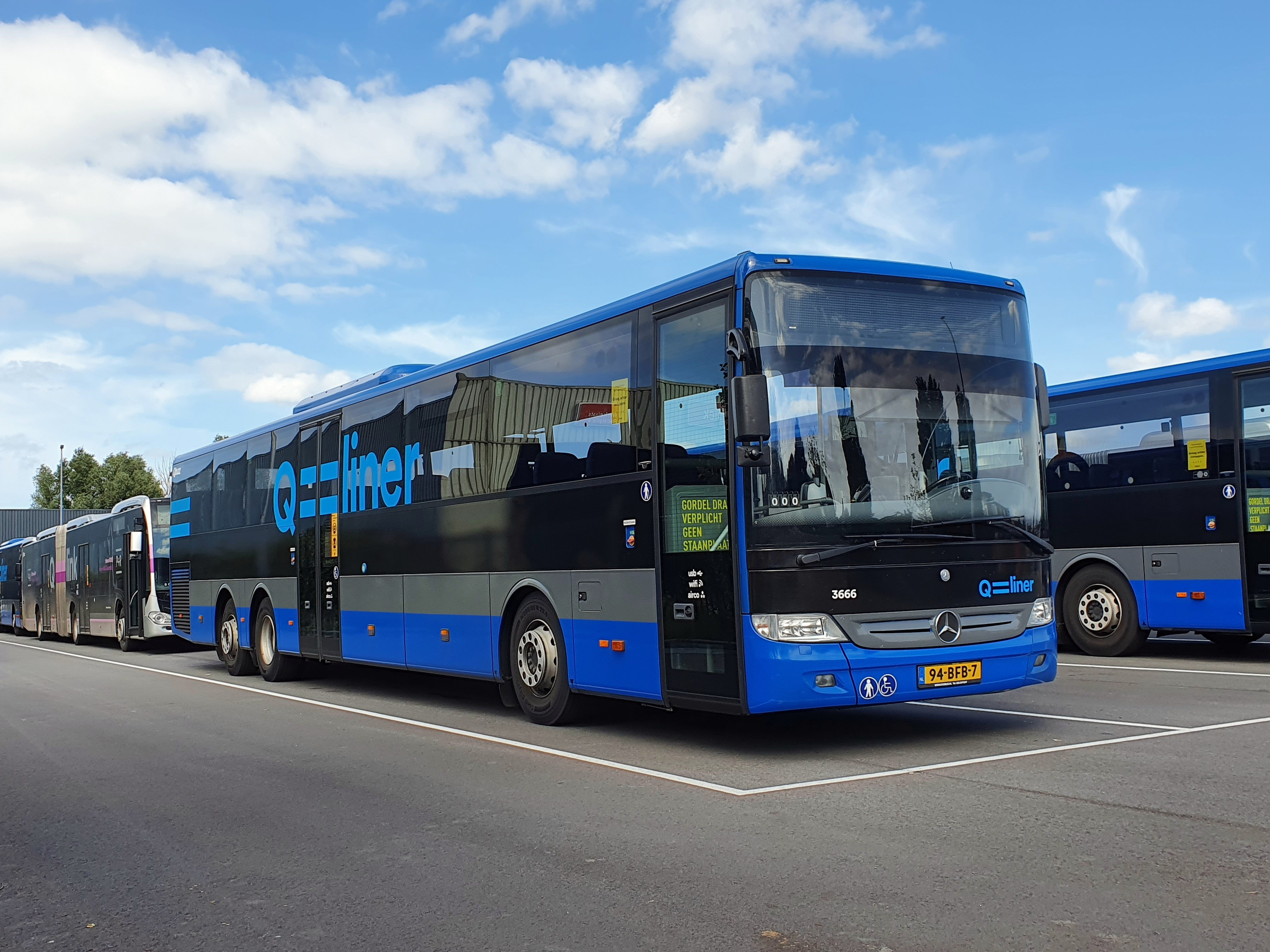
Qbuzz 3666 stalling Peizerweg 97